# Elezioni parlamentari in Jugoslavia del 1950
Le elezioni parlamentari in Jugoslavia del 1950 si tennero il 26 marzo. L'Alleanza Socialista del Popolo Lavoratore di Jugoslavia fu l'unica coalizione che partecipò alle elezioni, e ricevette il 94,2% dei voti.

## Contesto
Una nuova legge elettorale era stata approvata nel gennaio 1950. Imro Filacović, del Partito Operaio Croato, era stato l'unico deputato che aveva votato contro la legge, lamentando che essa non avrebbe permesso ai partiti d'opposizione di controllare il processo di conteggio dei voti. Per questo motivo, era stato fischiato nell'Assemblea Nazionale.
La nuova legge permetteva le candidature indipendenti nelle elezioni per l'Assemblea Nazionale, sostituendo il vecchio sistema a lista chiusa, sebbene esso rimanesse in vigore per il Consiglio delle Nazionalità
. Per potersi candidare, occorrevano le firme di cento votanti registrati.
Comunque, i partiti dell'opposizione monarchica non furono tollerati dal Fronte Popolare. Non fu concessa nessuna candidatura all'opposizione, e vi era un solo candidato del Fronte Popolare per ciascuna circoscrizione. Il Primo Ministro Josip Broz Tito affermò che qualunque programma alternativo sarebbe stato nemico del socialismo, e, naturalmente, non l'avrebbero potuto permettere.
Siccome non c'erano candidati dell'opposizione, gli elettori potevano approvare o rifiutare le candidature dell'Alleanza Socialista del Popolo Lavoratore di Jugoslavia. Il voto avvenne utilizzando delle palline di gomma: gli elettori dovevano mettere le mani in entrambe le scatole per assicurare la segretezza del voto.
In seguito alla "rieducazione di successo", 67000 elettori riottennero il diritto di voto dopo averlo perso per via del loro collaborazionismo, anche se altri 56000 non poterono ancora votare.